# Urban Ahlin
Urban Ahlin (Mariestad, 1964. november 13. –) svéd politikus, a svéd parlament elnöke 2014 és 2018 között. 